# Мания (Эстония)
Ма́ния (эст. Manija) — деревня в муниципалитете Пярну, Эстония. Деревня находится на острове Манилайд.
До административной реформы местных самоуправлений Эстонии 2017 года входила в состав волости Тыстамаа.

## География и описание
Расстояние по воздуху до уездного центра — города Пярну — 28 километров. Высота над уровнем моря — 1 метр.
Климат умеренный. Официальный язык — эстонский. Почтовый индекс — 88112.

## Население
По данным переписи населения 2021 года, в Мания насчитывалось 35 жителей, из них 34 (97,1 %) — эстонцы.
По данным переписи населения 2011 года, в деревне проживал 31 человек, из них 30 (96,8 %) — эстонцы.
Численность населения деревни Мания:
| Год  | 2000 | 2011 | 2017 | 2018 | 2019 | 2020 | 2021 |
| ---- | ---- | ---- | ---- | ---- | ---- | ---- | ---- |
| Чел. | 42   | ↘ 31 | ↗ 52 | ↗ 53 | ↘ 49 | → 49 | ↘ 35 |

## История
Согласно народным преданиям, на острове Манилайд были пастбища мызы Поотси, владельцы которой построили первый хутор Мания. Деревня была основана в 1933 году, когда на острове были выделены земли для поселенцев. С острова Кихну тогда прибыло 79 человек.
Некоторые дома в деревне используются как летние дачи. Традиционным видом хозяйственной деятельности деревенских жителей является рыболовство. Женщины вяжут носки, варежки и ткут ткани с кихнускими узорами. Выпекается местный хлеб и булка. В деревне нет магазинов, банковского автомата, почтовой конторы и церкви. Услуги питания и предоставления ночлега оказывает местный туристический хутор.
В 2003 году культура деревни Мания была внесена в список всемирного наследия ЮНЕСКО.

## Инфраструктура
Воздушного сообщения с материком нет. Из материкового порта Муналайу до острова Мания каждый день курсирует судно «Манн» (Mann), по пятницам ходит паром.
В 2005 году на острове была проложена асфальтированная дорога. В сельском центре проходят собрания жителей деревни и народные празднования, организуются выставки-продажи для туристов.

## Достопримечательности
На острове находится природоохранный объект — ледниковый валун Коккыкиви (эст. Kokkõkivi), другое название Коткакиви (эст. Kotkakivi), высотой около 3 метров.

## Деревня в кино
В 2013 году эстонский кинорежиссёр Марк Соосаар снял документальный фильм об острове и его жителях под названием «Заморские» (эст. "Meretagused"). Полнометражный фильм, охватывающий период в 7 лет, создаёт юмористический групповой портрет самолюбивого сообщества маленького острова.

## Происхождение топонима
Название деревни происходит от названия острова, на котором она расположена.
На местном наречии деревню называют Ма́ныя (эст. Manõja).

## Галерея

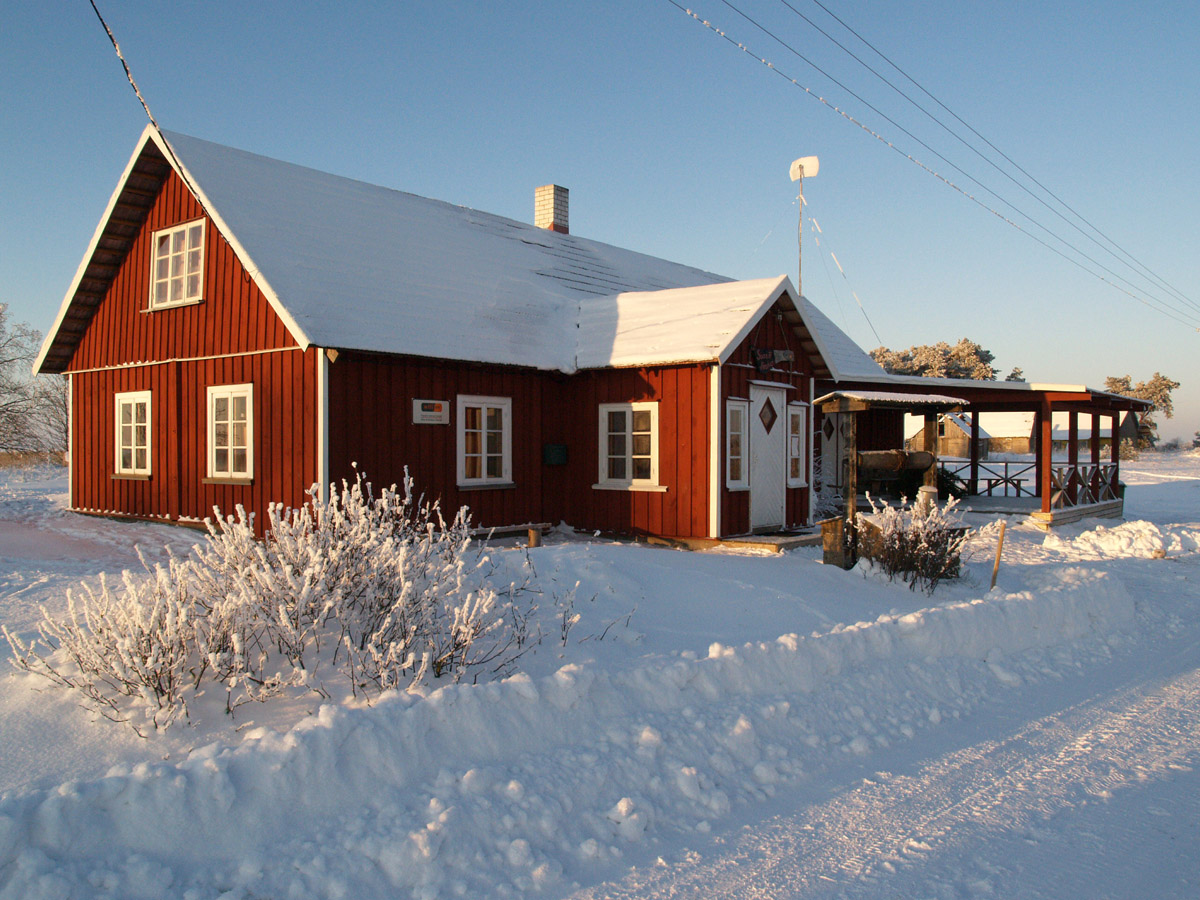
Сельский центр
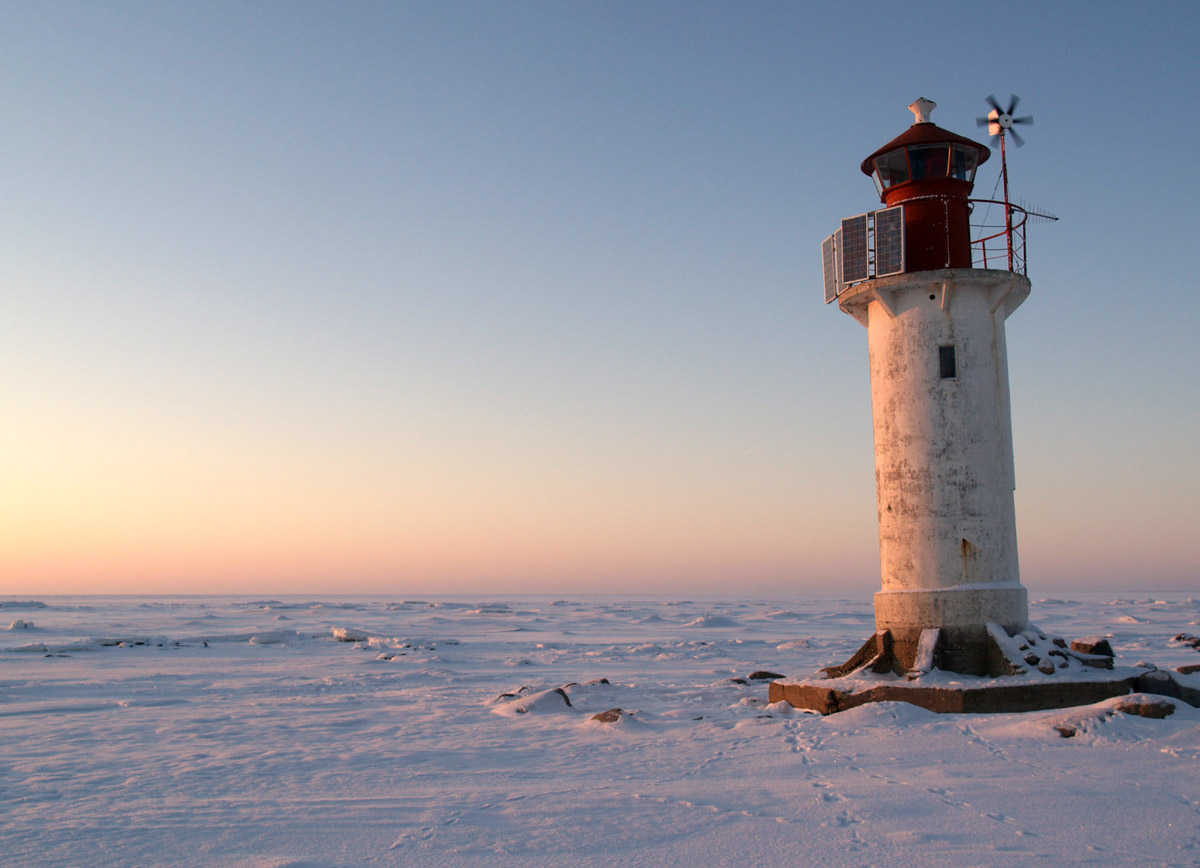
Маяк Мания
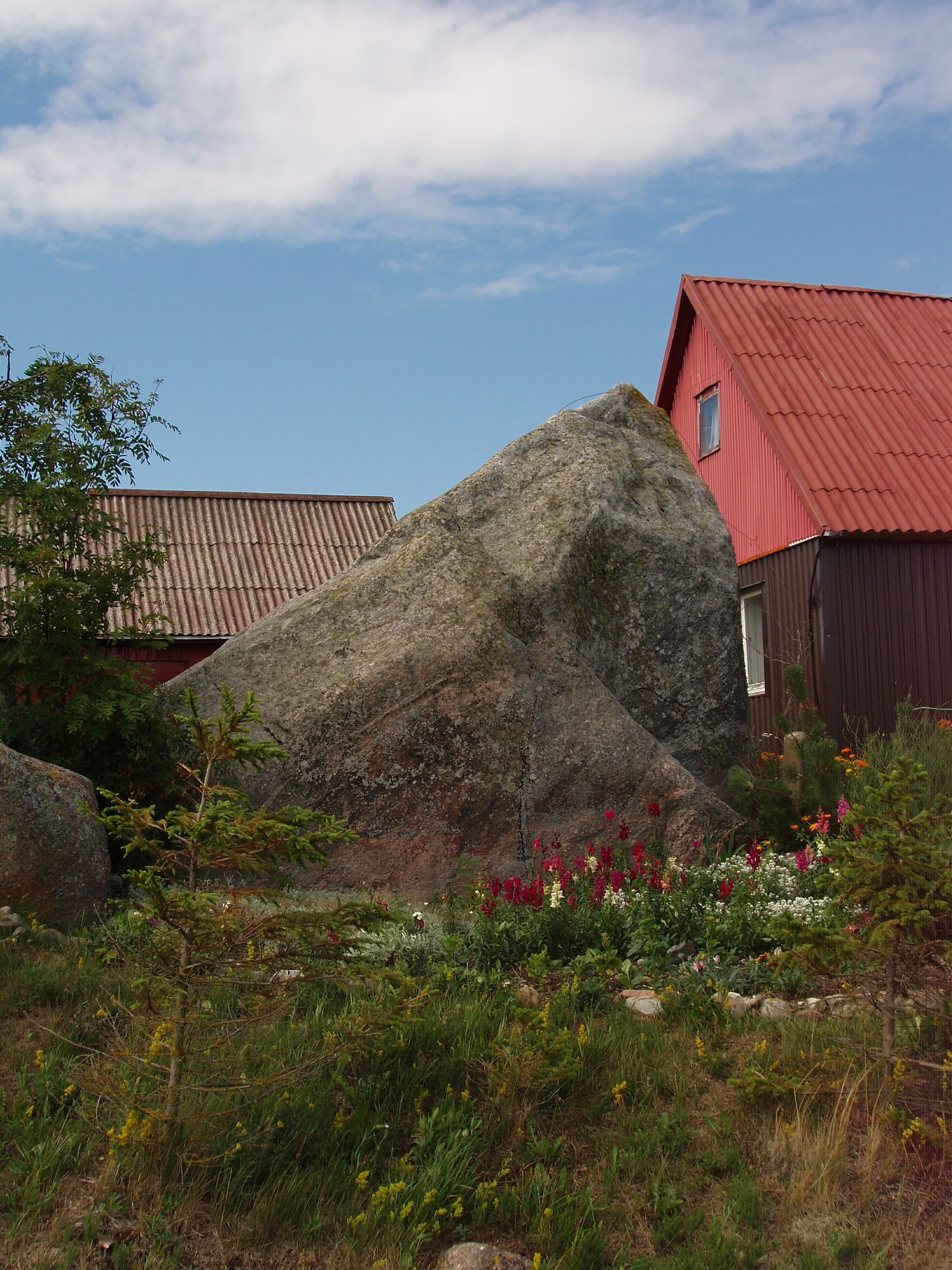
Валун Коккыкиви
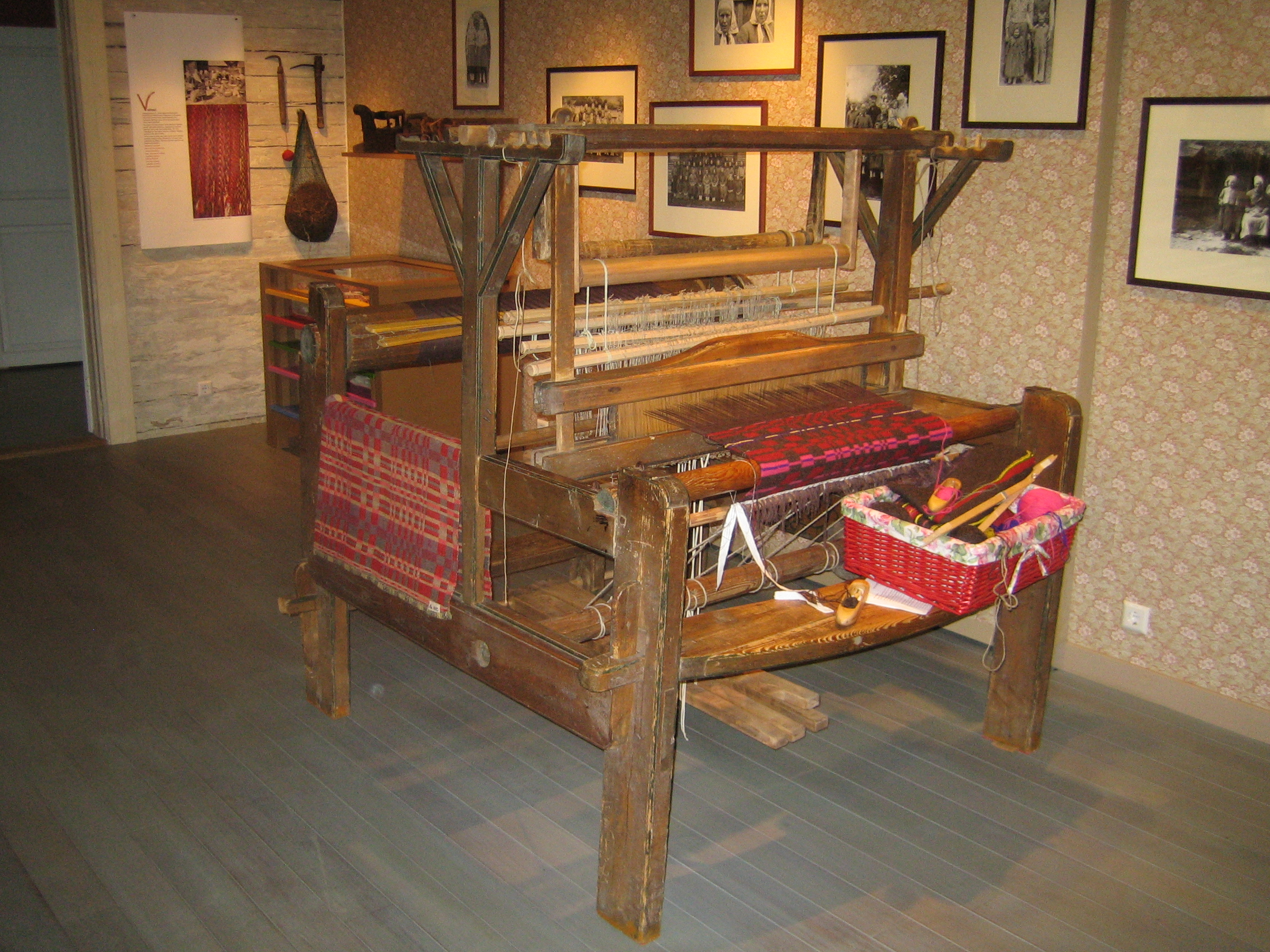
Кихнуский ткацкий станок